# محاسبة تكاليف

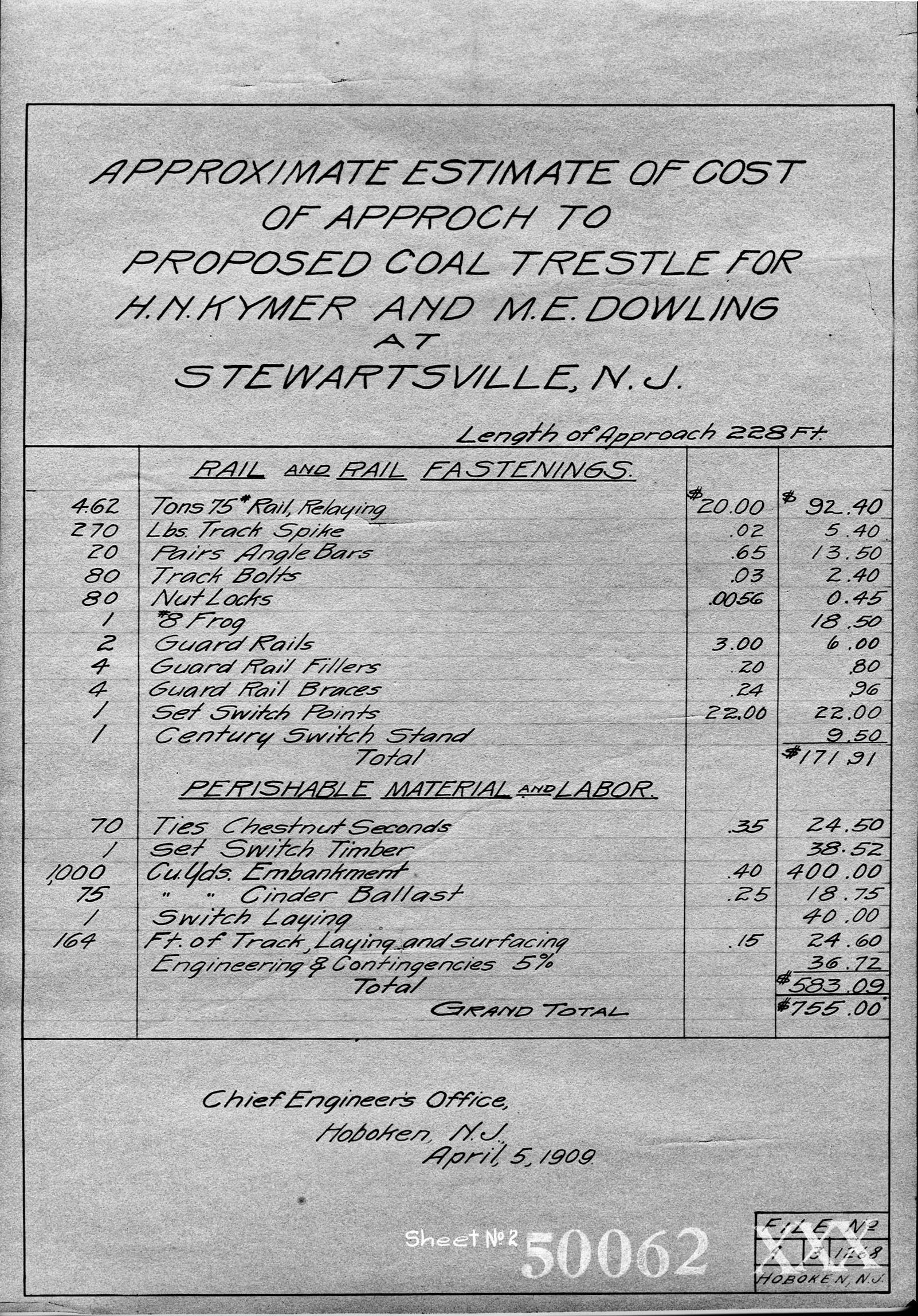
محاسبة التكاليف

محاسبة التكاليف(بالإنجليزية: Cost accounting): هي فرع من فروع المحاسبة تهتم بتجميع وتسجيل وتبويب بيانات التكلفة بهدف توفير معلومات عن التكلفة تستخدمها الإدارة لأغراض التخطيط والرقابة واتخاذ القرارات، كما تساعد في إعداد القوائم المالية للجهات الخارجية.

## تاريخ محاسبة التكاليف
وقد ظهرت محاسبة التكاليف كأحد الفروع المحاسبية المستخدمة لخدمة إدارة المنشآت في مجال التخطيط والتنفيذ والرقابة.
ويمكن القول أن محاسبة التكاليف موجود منذ عصر الفراعنة حيث كانوا يتبعون أنظمة وإجراءات خاصة للنشاط الزراعي والمعماري. وكذلك قصة يوسف معروفة فيما يتعلق برقابته للمخزون في سنوات الرخاء تمهيدا لتوزيعه في السنوات العجاف.
وفي الإسلام وضع عمر بن الخطاب ديوان بيت المال، وفصل بين الأصول الثابتة والمتداولة (عروض قنية، عروض تجارة) وعين طريقة حصر وضبط الزكاة العينية.

## مقارنة بين المحاسبة المالية ومحاسبة التكاليف
زاوية المقارنة 	المحاسبة المالية 	محاسبة التكاليف 
وحدة المحاسبة 	المنشأة ككل	الإدارات وأقسام ومراكز النشاط بها 
الفترة المحاسبية 	السنة المالية	الفترة التكاليفية (يوم، أسبوع، شهر)
نوعية البيانات 	مالية	كمية ومالية
أساس إعداد البيانات	فعلية 	تقديري وفعلي
نوعية العمليات 	خارجية (المنشأة والغير)	داخلية (بين الإدارات)
الجهة المستفيدة 	أصحاب المنشأة والجهات الخارجية 	إدارة المنشأة 
الأغراض (الهدف)	تحديد نتيجة الأعمال والمركز المالي	تحديد تكلفة وحدة الإنتاج، والرقابة على التكاليف، ومساعدة الإدارة 
القوائم المالية	الحسابات الختامية وقائمة المركز المالي	قائمة نتائج الأعمال، وقائمة التكاليف
سرية البيانات	بياناتها منشورة وعلنية 	بياناتها سرية وداخلية 
درجة وضوح وتفصيل البيانات 	إجمالية 	تفصيلية وتحليلية 
```
وعلى الرغم من الاختلاف بين المحاسبة المالية ومحاسبة التكاليف إلا أنهما يتشابهان في:
```

1. إتباع نفس المبادئ المحاسبية مثل مبدأ الحيطة والحذر ومبدأ الوحدة المحاسبية، ومبدأ الاستحقاق، ومبدأ الاستمرار.
2. استخدام القيد المزدوج، وقاعدة الجرد في نهاية كل فترة مالية.
3. يتعاون كلا النوعين في تحقيق الرقابة، وذلك عن طريق مقارنة البيانات التفصيلية في محاسبة التكاليف بالأرقام الإجمالية التي أظهرتها المحاسبة المالية.
4. تقوم محاسبة التكاليف بتحديد تكلفة المخزون (مواد، خام، إنتاج تحت التشغيل، إنتاج تام) وتكلفة الإنتاج التام المباع، وهذه التكاليف مهمة للمحاسبة المالية لتحديد نتيجة نشاط المنشأة والمركز المالي في نهاية السنة.

إذا المحاسبة المالية ومحاسبة التكاليف يكملان بعضهما البعض.

## أهداف محاسبة التكاليف
1- تحديد تكلفة الوحدة المنتجة أو الخدمة
ويعد الهدف الرئيسي لنظام محاسبة التكاليف حتى تتمكن المنشأة من تحديد نتائج أعمالها عن فترة زمنية معينة وبالتالي تحديد المركز المالي في نهاية الفترة.
ويتطلب تحديد تكلفة الوحدات المنتجة إتباع الخطوات الآتية:
1. حصر جميع المنتجات والتعرف على طبيعتها ومواصفاتها
2. دراسة أنواع وتسلسل العمليات الصناعية اللازمة لإنتاج هذه المنتجات وتحديد مراكز التشغيل
3. تجميع البيانات المتعلقة بعناصر التكاليف من واقع المستندات والإشعارات المختلفة والمتعلقة بتكاليف استخدام المواد وتكاليف العمالة، وتكاليف شراء أو إنتاج الخدمات اللازمة لأوجه النشاط المختلفة.
4. تحليل عناصر التكاليف والعمل على تحميلها للوحدات المنتجة سواء كانت سلع أو خدمات نهائية.

و يساعد تحديد تكلفة الوحدة في:
1. تحديد سعر البيع في الأوقات العادية وفي أوقات الكساد.
2. تحديد السعر المناسب للدخول في المناقصات.
3. تحديد تكلفة الإنتاج التام وغير التام (المخزون) في نهاية الفترة.
4. تحديد نتائج أعمال المشروع من ربح أو خسارة في نهاية الفترة.

2- الرقابة على التكاليف:
يقصد بالرقابة على التكاليف تحقيق الكفاءة في استخدام المواد والعمالة والآلات وغيرها من عوامل الإنتاج. وإمداد الإدارة ببيانات عن أوجه النشاط المختلفة بها. وقد تتحقق الرقابة على التكاليف عن طريق مقارنة التكاليف الفعلية المتعلقة بالفترة الحالية بتكاليف فترة أو عدة فترات سابقة، ونتيجة لفشل هذه المقارنة لعدة أسباب فغنه يتم الاعتماد على المقارنة بين التكلفة الفعلية والتكلفة المعيارية في ظل الظروف المحيطة.
هل تخفيض التكاليف يعني الرقابة على التكاليف؟ 
توجد علاقة قوية بين الرقابة على التكاليف وتخفيض التكاليف. ويقص بتخفيض التكاليف الانتقال من مستوى تكاليف حالي إلى مستوى أقل منه (على سبل المثال آلة جديدة تؤدي نفس العمليات بتكلفة أقل، أو تعطي إنتاج أكبر بنفس التكلفة. أو عندما يستخدم في الإنتاج مادة خام جديدة ذات تكلفة أقل من تكلفة المادة المستخدمة من قبل. أو عن طريق تغيير نظام العمل كوسيلة للقضاء على الوقت الضائع، أو لتخفيض تكلفة وقت العمل الإضافي، أو عندما تعد جداول صيانة منتظمة لصيانة الآلات والمعدات).
إذا الرقابة على التكاليف: تعمل في ظل الظروف الحالية الموجودة في المشروع 
أما تخفيض التكاليف: يتطلب تغيير الظروف المحيطة بالمشروع، أي الانتقال من مستوى تكاليف حالي 
إلى مستوى أقل منه.
مما سبق يتضح أن الهدف النهائي لكل من الرقابة على التكاليف وتخفيض التكاليف هو تحقيق الكفاءة في استخدام الموارد المتاحة في المنشأة. بالإضافة إلى أن تخفيض التكاليف يساهم بقدر كبير في الرقابة على التكاليف عن طريق البحث المستمر عن أفضل الطرق لاستغلال الموارد المتاحة
3- المساعدة في اتخاذ قرار تسعير المنتجات والخدمات:
تحدد المنشآت أسعار منجاتها وخدماتها بحيث تكفل لها تحقيق فائض بعد تغطية واسترداد التكاليف التي تحملتها في سبيل الإنتاج. كما يرغب المستهلك في دفع أسعار منخفضة تمكنه من الحصول على أكبر قدر من المنتجات والخدمات. ويلاحظ هنا أنه لا يوجد تعارض بين وجهتي نظر المنتج والمستهلك.
ويظهر دور محاسب التكاليف في توفير البيانات التي تساعد الإدارة على تحديد الأسعار على أساس من الترشيد العلمي.
ومن المعروف أن العلاقة بين التكلفة والسعر علاقة تبادلية حيث أن تكاليف المنتجات يسترشد بها في تحديد أسعار بيعها. كما أن تكاليف المنتجات والخدمات تتأثر بأسعار المستلزمات السلعية (المواد) المستخدمة في إنتاجها، ومعدلات الأجور المدفوعة للعمال وأسعار الخدمات الأخرى (مثال: القوى المحركة، الإيجار) 
وقد جرت العادة على تقسيم المنتجات والخدمات بحسب طبيعتها وأهميها للأفراد إلى (3) مجموعات كما يلي:
1. منتجات وخدمات أساسية
2. منتجات وخدمات عادية
3. منتجات وخدمات كمالية

و يتم إتباع سياسة مناسبة في تسعير كل مجموعة من المجموعات السابقة
4- ترشيد القرارات الإدارية:
عملية اتخاذ القرارات هي عصب الإدارة. ولكي يكون القرار رشيدا فإنه من الضروري أن يكون البديل الذي وقع عليه الاختيار هو أفضل البدائل التي تعمل على تحقيق أهداف المنشأة بتكلفة اقتصادية.
أمثلة على بعض القرارات الإدارية:
- شراء أو إنتاج جزء معين يدخل في الإنتاج
- التوسع أو عدم التوسع في الإنتاج
- فتح أسواق جديدة أو الاكتفاء بالأسواق الحالية

وتقوم عملية اتخاذ القرارات على الاختيار والمفاضلة بين البدائل المختلفة. فالأساس في اتخاذ القرار هو وجود عدة بدائل. كما أن وجود العديد من البدائل يخلق مشكلة الاختيار. 
وتشمل عملية اتخاذ القرارات الإدارية على تنفيذ الخطوات الآتية:
1. تحديد المشكلة الإدارية
2. اقتراح الحلول البديلة
3. تقييم هذه البدائل واختيار الحل الأمثل للمشكلة.

و لا يعني إتباع هذه الخطوات بالضرورة التوصل إلى الحل الأمثل للمشكلة التي تواجه إدارة المنشأة. فقد يصبح القرار المتخذ غير مناسب إذا ما تغير ت الظروف والأحوال المحيطة بالمنشأة.
وتعد بيانات التكاليف ذات أهمية خاصة لإدارة المنشأة في اتخاذ القرارات الرشيدة حيث أن اتخاذ بعض القرارات غير المدروسة قد يفوت على المنشأة فرصة تحقيق ربح أكبر أو قد يؤدي إلى إلحاق خسائر كبيرة بها.
5- التخطيط للمستقبل:
تعتبر الموازنة التقديرية خطة عينية ومالية تفصيلية تغطي كل نواحي النشاط في المنشأة لفترة محددة مقبلة. وهي تعتبر أداة تعبر عن الأهداف والسياسات التي ساهمت الإدارة العليا في وضعها سواء للمنشأة ككل أو للوحدات الإدارية فيها. ومن ثم فإنه يوجد بجانب الموازنة التقديرية العامة للمنشأة عدة موازنات فرعية خاصة بالأنشطة المختلفة فيها أو الإدارات أو الفروع—hamad 07:35، 1 نوفمبر 2008 (UTC) حمد الشركسى
ينبغي علينا إذا تكلمنا عن المنح والهدايا أن نذكر المعيار الدولي رقم 20 وهو عن محاسبة المنح الحكومية والإفصاح عن المساعدات الحكومية
هذا المعيار يتكلم عن المنح والمساعدات من الجهات الحكومية ولكن يمكننا أن نطبق المعالجة المحاسبية القياسية الخاصة بهذا المعيار في حالة المنح والمساعدات والهدايا من الجهات الغير حكومية
المعالجة القياسية التي أقرها المعيار الدولي رقم 20 تسمى Income Approach أو مدخل الدخل وهي التي سنركز عليها هنا، حيث انه طبقاً لهذا المدخل يتم الأعتراف بالمنح والمساعدات والهدايا كدخل على أساسي منطقي ومنظم خلال الفترات اللازمة لمطابقتها بالتكاليف ذات العلاقة 
و عند هذه النقطة يجب أن يتم التفرقة بين أنواع أو حالات هذه الهدايا حيث أنه هناك هدايا أصول ثابتة قابلة للأهلاك وهناك هدايا أصول ثابتة غير قابلة للأهلاك أو هدايا أصول أخرى.

## تصنيف عناصر التكاليف في محاسبة التكاليف
هناك عدة تصنيفات لمحاسبة التكاليف وفقا للمعايير والمبادئ المحاسبية المتعارف عليها بما يتفق مع البرامج المحاسبية المختلفة.

### حسب الوظيفة
- تكاليف صناعية مباشرة: هي تكلفة مباشرة في كيفية تحديد تكلفة الوحدة من المنتج النهائى مثل المواد والاجور الأولية.
- تكاليف صناعية غير مباشرة: هي تكلفة غير مباشرة وغير مرتبطة بتحديد تكلفة المنتج مثل الصيانة وقطع الغيار والوقود (مواد غير مباشرة) أجور المشرفين والمهندسين (أجور غير مباشرة)

### حسب النشاط
- تكاليف متغيرة: هي عبارة عن تكاليف تتناسب تناسب طردي مع حجم النشاط فكلما زاد الإنتاج زادت التكاليف مع ثابت نصيب الوحدة من التكلفة.
- تكاليف ثابتة: هي عبارة عن تكاليف تتناسب تناسب عكسى من حجم النشاط مع الرغم انها تظل ثابتة في بعض الاحيان عند تغير حجم النشاط
- تكاليف مختلطة: هي عبارة عن تكاليف تحتوى على جزء ثابت وجزء متغير.

كيفية الفصل بين التكاليف المتغيرة والثابتة وخطوات الفصل في محاسبة التكاليف يتم الاعتماد على اعلى نقطة في مستوى النشاط واقل نقطة في مستوى النشاط:
1- تحديد نقطتين في مستوى نشاط المنشأة اعلى نقطة وأدنى نقطة.
2- طرح النقطة الأدنى للمنتج من النقطة الأعلى وجميع التكاليف المرتبطة بالمنتج.
3- قسمة التغير في التكاليف على التغير في حجم الإنتاج.
```
4- يتم ضرب الحجمين الاعلى والادنى في معدل التغير نحصل على الجزء الثابت الذي يكون ثابت في كلنا من الحجمين.
```

### حسب الزمن
- فعلية: هي تكلفة تحسب وقت حدوثها فعلا.
- معيارية: هي تكلفة مستقبلية يتم تحديدها على أساس تاريخى سلوك التكلفة انها تعتمد على التنبؤ بشكل أدق.

### حسب الفترة المحاسبية
- منتج: هي تكلفة أو مجموعة تكاليف تتحملها المنشأة للحصول على المنتج في صورة النهائية.
- الفترة: هي عبارة عن تكلفة لا تشارك في الإنتاج ابدا لانها تعالج مصروف وفقا للمبادئ والمعايير المحاسبية المتعارف عليها مثل مصروفات البيع والتسويق.

### حسب الرقابة
- خاضعة للرقابة: هي تعتمد على وجهة نظر الشخص المسئول عند تحديد كمية التكلفة من عدمه مما يؤثر على تخفيض التكلفة.

```
غير خاضعة للرقابة: هي تعتمد على مدى حدود سلطة من يقوم بالرقابة على التكلفة وفقا لمبادئ ومعايير المحاسبة المنفق عليها.
```

### حسب التخطيط واتخاذ القرارات
- تكلفة الفرصة البديلة: هي تكلفة تنتج نتيجة اختيار بديل الاستغناء عن الآخر لتحقيق منافع بديلة لتحقيق أعلى ربح بأقل تكلفة.
- تكلفة الغارقة: هي تكلفة حدثت في السابق وأصبحت تكلفة تاريخية مثل المصروفات والايجارات.